# ОШ „Свети Сава” Велика Плана
ОШ „Свети Сава” Велика Плана је државна установа основног образовања у Великој Плани. По свом положају је централна и највећа градска школа и као ОШ „Карађорђе” баштини традицију прве школе у Великој Плани, 1836. године.
Са повећањем броја становника повећавао се и број ученика и грађене су нове зграде са све већим бројем учионица. Школске 1957/58. године школа прераста у осморазредну и добија назив „Моша Пијаде”, а 1987. године почиње са радом у новом објекту у коме се и сада налази.
Назив школе је школске 1990/91. године промењен и сада носи име нашег великог просветитеља Светог Саве.